# Xiangyang
Xiangyang (en chino, 襄阳; pinyin, Xiāng·Yáng) es una ciudad-prefectura en la provincia de Hubei, República Popular de China. Limita al norte con Nanyang, al sur con Jingmen, al oeste con Shiyan y al sureste con Suizhou.
Su área es de 19 727 km² y su población total para 2019 superó los 5,68 millones de habitantes. 

## Administración
La ciudad prefectura de Xiangyang se divide en 9 localidades que se administran en 3 distritos urbanos, 3 ciudades suburbas y 3 condados rurales.
- Distrito Xiangzhou  (襄州区)
- Distrito Xiangcheng (襄城区)
- Distrito Fancheng (樊城区)
- Ciudad Zaoyang (枣阳市)
- Ciudad Yicheng (宜城市)
- Ciudad Laohekou (老河口市)
- Condado Nanzhang (南漳县)
- Condado Gucheng (谷城县)
- Condado Baokang (保康县)

## Toponimia
El topónimo [/xiáng-Yang/] es confuso debido a que en la cultura china el Yang se refiere al norte del agua (la parte soleada, lit: sol), o al sur de una montaña. Las fuentes antiguas mencionan ambas posibilidades, suponiendo que el "yang" no se refiera a algo distinto.
Según el Atlas de Jingzhou (荆州图副) dice; en el año 208 AD, Cao Cao ( Emperador Wu de Wei) pacificó la región de Jingzhou y estableció por primera vez la Comandancia Xiangyang (襄阳郡), llamada así por su ubicación al sur (阳, yáng) del monte Xiang (襄山).
Sin embargo, los estudiosos no han encontrado ningún monte cercano. Para dar sentido a esta teoría, generaciones posteriores interpretaron "monte Xiang" como "monte Jing" (荆山), pero dicho monte se encuentra a más de 100 km al suroeste de la antigua Xiangyang, lo que dificulta su veracidad.
Ying Shao (应劭 144–204 AD), un erudito de la dinastía Han explicó: 'La ciudad está situada al norte (yang) del río Xiang (襄水), de ahí su nombre. Estudios posteriores verificaron que el río Xiang era en realidad un pequeño canal, ahora llamado Nanqu (南渠), que tenía más de diez metros de ancho en la década de 1950. Estudiosos como Shui Jing Zhu (杨守敬) han criticado las obras de Ying Shao, citadando: "Siempre que él [Ying Shao] encontraba un condado con la palabra 'Yang', decía que estaba en el lado "yang" de cierta montaña o río, pero de hecho, por lo general no existía tal montaña o río".
El Clásico de historia (尚书·尧典) dice; "Las aguas embravecidas inundaron la tierra, envolvieron las montañas y cubrieron las colinas.
Nota al pie: "‘襄’ (xiang) significa ‘ascender’ o ‘cubrir’; las aguas rodearon montañas y colinas (陵 ling), un diluvio vasto y furioso que parecía alcanzar el cielo". Los académicos han analizado estos documentos y concuerdan plenamente con las condiciones hidrológicas y geográficas de la antigua y la moderna Xiangyang. Esto habría llevado a sus habitantes a asociar la frase envolvieron las montañas y "cubrieron las colinas"  (怀山襄陵 Huáishān "Xiānglíng") con los fenómenos naturales que enfrentan a diario para dar nombre a la región. Los eruditos actuales creen que, basándose en el texto anterior, debería interpretarse como "río Han desbordado". En este caso, el "Yang" en Xiangyang no significa "el sur de las montañas o el norte del agua; Xiangyang es un nombre general que describe su paisaje para un nuevo condado establecido a principios de la dinastía Han.
Se cree que Xiangyang recibió su nombre debido a su terreno soleado. Las antiguas ciudades de Xiangyang y Fancheng y sus alrededores están ubicadas en un terreno bajo. Cuando el río Han se desborda, es muy fácil que las llanuras bajas y las colinas queden sumergidas, por eso se le llama "Xiang" (cubrir). Después de la inundación, el suelo se expuso al sol (yang) y se volvió fértil.

## Historia
Xiangyang es una ciudad histórica y cultural famosa en toda China, con una historia de 2800 años. Era la localización de batallas importantes durante el periodo de los Tres Reinos. La muralla de Xiangyang a pesar de su antigüedad se encuentra en muy buen estado. Es una ciudad muy visitada.
En ella tuvo lugar la batalla de Xiangyang, un asedio a esta ciudad, considerada una de las más grandes de la dinastía Song, durante los años 1267 a 1273.
En mayo de 1950, se fusionaron las localidades de Xiangyang y Fancheng para establecer Xiangfan (襄樊). Para 1979, Xiangfan fue organizada como ciudad provincial, similar a la hoy Subprefectura. Desde 1994, la administración ciudad provincial (省辖市) se fue remplazando por ciudad-prefectura. El 9 de diciembre de 2010, Xiangfan fue renombrada como Xiangyang y elevada a ciudad-prefectura.

## Economía
Xiangyang es rica en recursos energéticos. Los depósitos minerales incluyen el rutilo, la ilmenita, el fósforo, la baritina, el carbón, el hierro, el aluminio, el oro, el manganeso, el nitro, y la sal de la roca. La industria de textil es el apoyo principal. La maquinaria, el producto químico, la electrónica, y la fabricación del material de construcción son también industrias de Xiangyang. La agricultura es un punto importante para Xiangyang, que incluye el grano, el algodón, cosechas de aceite vegetal, el tabaco, el té, y la fruta.

## Clima
El tiempo de la ciudad está influenciado por el Clima subtropical húmedo con inviernos fríos pero secos y veranos cálidos y húmedos. El mes más frío es enero con 2C y el más alto es 27C en julio.
| Parámetros climáticos promedio de Xiangyang (1971−2000) | Parámetros climáticos promedio de Xiangyang (1971−2000) | Parámetros climáticos promedio de Xiangyang (1971−2000) | Parámetros climáticos promedio de Xiangyang (1971−2000) | Parámetros climáticos promedio de Xiangyang (1971−2000) | Parámetros climáticos promedio de Xiangyang (1971−2000) | Parámetros climáticos promedio de Xiangyang (1971−2000) | Parámetros climáticos promedio de Xiangyang (1971−2000) | Parámetros climáticos promedio de Xiangyang (1971−2000) | Parámetros climáticos promedio de Xiangyang (1971−2000) | Parámetros climáticos promedio de Xiangyang (1971−2000) | Parámetros climáticos promedio de Xiangyang (1971−2000) | Parámetros climáticos promedio de Xiangyang (1971−2000) | Parámetros climáticos promedio de Xiangyang (1971−2000) |
| Mes                                                     | Ene.                                                    | Feb.                                                    | Mar.                                                    | Abr.                                                    | May.                                                    | Jun.                                                    | Jul.                                                    | Ago.                                                    | Sep.                                                    | Oct.                                                    | Nov.                                                    | Dic.                                                    | Anual                                                   |
| ------------------------------------------------------- | ------------------------------------------------------- | ------------------------------------------------------- | ------------------------------------------------------- | ------------------------------------------------------- | ------------------------------------------------------- | ------------------------------------------------------- | ------------------------------------------------------- | ------------------------------------------------------- | ------------------------------------------------------- | ------------------------------------------------------- | ------------------------------------------------------- | ------------------------------------------------------- | ------------------------------------------------------- |
| Temp. máx. media (°C)                                   | 7.6                                                     | 10.0                                                    | 14.7                                                    | 21.7                                                    | 26.9                                                    | 30.6                                                    | 32.1                                                    | 31.5                                                    | 27.1                                                    | 22.1                                                    | 15.8                                                    | 10.2                                                    | 20.9                                                    |
| Temp. mín. media (°C)                                   | −1.3                                                    | 0.6                                                     | 4.8                                                     | 11.1                                                    | 16.1                                                    | 20.7                                                    | 23.7                                                    | 23.1                                                    | 18.2                                                    | 12.4                                                    | 6.0                                                     | 0.5                                                     | 11.3                                                    |
| Precipitación total (mm)                                | 21.4                                                    | 28.3                                                    | 51.7                                                    | 68.3                                                    | 87.9                                                    | 99.1                                                    | 120.6                                                   | 131.5                                                   | 94.9                                                    | 70.4                                                    | 42.2                                                    | 18.4                                                    | 834.7                                                   |
| Días de precipitaciones (≥ 0.1 mm)                      | 6.3                                                     | 7.2                                                     | 10.1                                                    | 10.9                                                    | 11.4                                                    | 11.1                                                    | 12.5                                                    | 11.9                                                    | 11.9                                                    | 10.9                                                    | 8.0                                                     | 5.5                                                     | 117.7                                                   |
| Horas de sol                                            | 105.3                                                   | 105.1                                                   | 124.3                                                   | 159.2                                                   | 180.0                                                   | 179.8                                                   | 184.3                                                   | 187.6                                                   | 140.3                                                   | 143.8                                                   | 129.7                                                   | 122.4                                                   | 1761.8                                                  |
| Humedad relativa (%)                                    | 74                                                      | 72                                                      | 74                                                      | 75                                                      | 74                                                      | 75                                                      | 82                                                      | 81                                                      | 79                                                      | 78                                                      | 76                                                      | 73                                                      | 76.1                                                    |
| Fuente: China Meteorological Administration             |                                                         |                                                         |                                                         |                                                         |                                                         |                                                         |                                                         |                                                         |                                                         |                                                         |                                                         |                                                         |                                                         |